# 短梗母草
短梗母草（学名：Lindernia brevipedunculata）为玄参科母草属下的一个种。

## 扩展阅读
- 維基物種上的相關：短梗母草